# Bálint Imre (építész)
Bálint Imre (Budapest, 1947. február 4. –) DLA Ybl Miklós-díjas  magyar építész.

## Életpályája
1971-ben diplomázott a BME Építészmérnöki Karának Városrendezési Tanszékén. 1974-ben végezte el a BME-MÉSZ mesteriskoláját. Tervezőmérnökként a Lakótervben és a Köztiben kezdte pályáját. Az Építésügyi és Városfejlesztési Minisztériumban főmérnök, majd a Lakótervben műteremvezető lett. 1994 óta saját irodája van.
Építészmérnöki munkája mellett a BME Építészkar Urbanisztikai Intézetének óraadó egyetemi adjunktusa.

## Szakterülete
Szakterülete a beruházásorientált városrendezés, lakó- és irodaépületek tervezése, régi épületek rekonstrukciója, városrehabilitáció. Jelenleg a Budapesti Építész Kamara elnöke, a Bálint és Társa Építészek Irodája ügyvezetője.

## Díjai, elismerései
- Ybl Miklós-díj (2003)[2]
- DLA (Doctor of Liberal Arts) címe (2005)
- A Magyar Köztársasági Érdemrend lovagkeresztje (2010)[3][4]
- XIII. kerületi építészeti díj (2015)[5]
- Budapestért díj (2019)